# Michail Borodin
Michail Markovitj Borodin, ursprungligen Grusenberg, född  9 juli 1884 i Vitebsk, död 29 maj 1951, var en rysk kommunistisk organisatör som spelade en avgörande roll för grundandet av Kinas kommunistiska parti och omorganiseringen av Sun Yat-sens nationalistparti Guomindang i Guangzhou.
Borodin föddes i en judisk familj i Vitebsk i det som idag är Vitryssland. 1900 gick han med i Der Bund  och 1903 inträdde han i Rysslands socialdemokratiska arbetareparti. Han arresterades av de tsarryska myndigheterna 1907 och valde året därpå att fly till USA. Där studerade han en tid vid Valparaiso University i Indiana och organiserade ryska flyktingar. Efter Oktoberrevolutionen återvände han till Ryssland 1918 och arbetade i partiets avdelning för utländska förbindelser. Mellan 1919 arbetade han i Mexiko, Storbritannien och USA som agent för Komintern.
Åren 1923 till 1927 arbetade han som rådgivare åt Sun Yat-sen och åt dennes Guomindangs lokala regering i Guangzhou samtidigt som han bistod det nybildade Kinas kommunistiska parti. På Borodins inrådan omorganiserades Guomindang som ett centralistiskt parti på leninistisk mönster och han hjälpte till att grunda Militärhögskolan i Whampoa, som skulle utbilda officerare för ett militärt enande av Kina.
Borodins inflytande förblev starkt även efter Suns död 1925 och behöll inledningsvis sin rådgivande ställning under Chiang Kai-shek Nordfälttåg som enade centrala och östra Kina 1926-27. När Chiang Kai-shek bröt med kommunisterna i mars-april 1927 slöt sig Borodin till Guomindangs vänsterflygel som upprättat en rivaliserande regering i Wuhan. Han tvingades dock lämna Kina när de båda fraktionerna enades senare samma år och uteslöt kommunisterna från Guomindang.
I Sovjetunionen blev han 1949 anklagad för att vara statsfiende och sändes till Gulagläger i Sibirien. Han avled där två år senare. 